# El Remei (Santa Maria de Palautordera)
El Remei és una capella a la divisió de termes entre Santa Maria i Sant Esteve de Palautordera. El seu origen cal cercar-lo al principi del segle xvi, quan es construí una església dedicada a Sant Sebastià. Aquesta capella encara es conserva però està a l'altre cantó de carretera. Entre els anys 1792 i 1800 es va construir un nou santuari, l'actual. S'abandonà la primitiva en la qual s'havia establert la confraria de Nostra Senyora del Remei a finals del segle xvi.
Edifici religiós d'una sola nau. L'exterior és de paredat. La portada és d'arc rebaixat, de carreu. Al damunt hi ha un ull de bou. La façana està arrebossada i emblanquinada, hi ha una imatge amb rajola de ceràmica de la Mare de Déu del Remei. L'interior és de planta de creu llatina, amb una cúpula al centre. El presbiteri té un creuer i tres cossos. En els costats del creuer hi ha dues vidrieres amb les imatges de Sant Sebastià (esquerra) i Sant Erasme (dreta).